# Mariano da Conceição
Mariano Augusto da Conceição era neto de Caetano Augusto da Conceição, fundador da Olaria Alfacinha (em Estremoz), e filho de Narciso Augusto da Conceição, que orientou esta oficina até cerca de 1933. Do casamento de Narciso nasceram cinco filhos: Mariano, Jerónimo, Caetano e Sabina. Era a família Alfacinha, como ainda hoje é conhecida, famosos oleiros locais.
Após o desaparecimento de seu pai, Mariano da Conceição, o primogénito, passou a dirigir a oficina de olaria onde trabalhou até 1940 como oleiro. No fim da década de 1920 é convidado para orientar o Curso de Olaria da recentemente criada Escola de Artes e Ofícios de Estremoz, estabelecimento nascido essencialmente para recuperar e revitalizar a tradição do mármore e do barro.
Entretanto, o escultor nortenho José Maria Sá Lemos, director da referida escola, procura reanimar a arte das bonequeiras, cuja situação era crítica e aflitiva, já que não havia ninguém que estivesse a dar-lhe continuidade. A custo de muita insistência, consegue a colaboração de Ana das Peles, antiga barrista, já de avançada idade, que ainda se recordava do modo plástico como se modelavam os bonecos de Estremoz.
Sá Lemos vai, então, estimulando Mariano da Conceição a avançar numa experiência como barrista. Mestre Mariano acedeu e demonstrou uma capacidade inata para esta arte. É ainda em vida de Ana das Peles que se inicia como bonequeiro. Divide o seu tempo entre a roda de oleiro, o seu trabalho enquanto docente no curso de olaria da Escola de Artes e Ofícios e agora também com a modelação de bonecos.
Em 1940, Mariano dedica-se já a tempo inteiro aos bonecos. Porém, no auge do seu trabalho, desaparece vítima de um acidente, contando somente 57 anos de idade.